# Aire urbaine de Montluçon
 (octobre 2024).
Si vous disposez d'ouvrages ou d'articles de référence ou si vous connaissez des sites web de qualité traitant du thème abordé ici, merci de compléter l'article en donnant les références utiles à sa vérifiabilité et en les liant à la section « Notes et références ».
 (octobre 2024).
L'aire urbaine de Montluçon est une aire urbaine française centrée sur l'unité urbaine de Montluçon. Composée de 39 communes, elle comptait 79 334 habitants en 2013.

## Caractéristiques
D'après la définition qu'en donne l'INSEE, l'aire urbaine de Montluçon est composée de 32 communes, situées dans l'Allier. Ses 79 352 habitants font d'elle la 108e aire urbaine de France.
7 communes de l'aire urbaine sont des pôles urbains.
Le tableau suivant détaille la répartition de l'aire urbaine sur le département (les pourcentages s'entendent en proportion du département) :
| Département | Communes | Communes (%) | Superficie (km²) | Superficie (%) | Population (2011) | Population (%) |
| ----------- | -------- | ------------ | ---------------- | -------------- | ----------------- | -------------- |
| Allier      | 32       | 10,0         | 680,78           | 9,3            | 79 352            | 23,1           |